# シャーマン・チョン
シャーマン・チョン（鍾 舒漫、英語: ：Sherman Chung、本名：鍾 舒曼、1984年6月20日 - ）は、香港出身の女性歌手・女優である。星座はふたご座。所属事務所はエンペラー・エンターテインメント・グループ傘下のミュージック・プラス。

## 音楽作品

### アルバム
- 2007年7月26日：「乖女仔？」
- 2007年9月14日：「乖女仔？」(2nd version)
- 2008年3月20日：「Castle」

## 出演作品

### 映画
- 2008年：『愛情万歳』（4月17日公開） -阿晴役
- 2008年：『証人』（11月27日公開）

## コンサート
- Vincy泳兒 Close to you!!音楽会（2007年11月27日）